# دهستان فتح‌آباد (خاتم)
دهستان فتح‌آباد، یکی از دهستان‌های بخش مرکزی شهرستان خاتم در استان یزد ایران است. مرکز این دهستان، روستای فتح‌آباد است.

## جمعیت
بر پایه سرشماری عمومی نفوس و مسکن در سال ۱۳۹۵، جمعیت دهستان فتح‌آباد برابر با ۲٬۳۱۹ نفر بوده‌است.